# Bekisopa
Bekisopa – miasto położone w prowincji Fianarantsoa, w południowo-wschodniej części Madagaskaru.